# ایسوکراتس

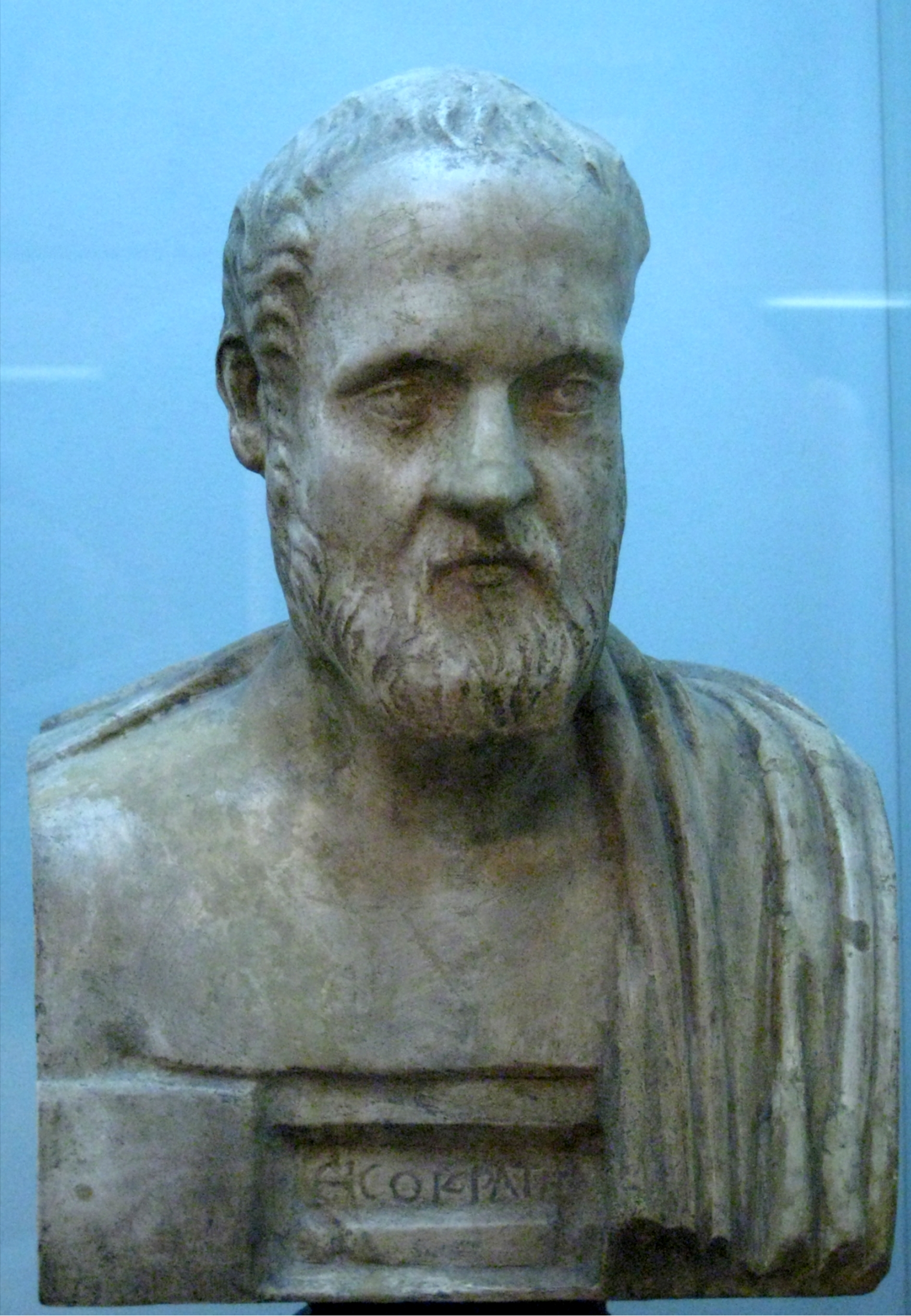
سردیس ایسوکراتس

ایسوکراتِس (به یونانی: Ισοκράτης؛ ۳۳۸–۴۳۶ پیش از میلاد) از خطبای نامدار و استادان بلاغت در یونان باستان بود و در زمرهٔ ده خطیب برجستهٔ آتیک جای داشت.
او مصرانه خواستار برقراری اتحاد میان تمامی یونانیان علیه ایرانیان بود و در همین راستا به شدت از اتحادیه کورنت حمایت می کرد.
اما دموستنس ، خطیب و سیاستمدار آتنی به شدت مخالف اقدامات فیلیپ مقدونی و اتحادیه کورنت بود. او به شدت نگران از دست رفتن استقلال دولت_شهر های یونان بود.